# Цхай, Владимир Ильич
Владимир Ильич Цхай (25 октября 1958, Узбекская ССР — 12 апреля 1997, Москва, Россия) — полковник милиции, заместитель начальника Московского уголовного розыска, легендарный сыщик 1990-х.

## Биография
Родился в Узбекской ССР. Отец — Илья Николаевич Цхай, сотрудник МВД, по национальности кореец, мать — Валентина Николаевна Нечаева, учительница начальных классов, по национальности русская. Родители развелись в 1960 году, когда Владимиру было полтора года. После этого Валентина Ивановна вместе сыном уехала из Узбекистана в Старый Оскол Белгородской области. С 6 по 10 класс учился в школе № 11 города Старый Оскол. С 13 лет мечтал стать сыщиком, занимался тяжёлой атлетикой в спортклубе завода АТЭ (автотракторного электрооборудования им А. М. Мамонова), посещал секцию лёгкой атлетики. Отец пригласил Владимира к себе в Усть-Каменогорск для того, чтобы там поступить в школу милиции. Но Владимира Цхая в школу милиции не приняли.
Служил в Советской армии в войсках связи в военной части № 73407 в городе Одинцово в Подмосковье. Демобилизовавшись, в 1979 году приступил к службе постовым в 85-е отделение милиции Замоскворецкого района города Москвы. Занимался в секции каратэ. Поступил во Всесоюзный юридический заочный институт. Был участковым, позднее оперуполномоченным. Стал заместителем начальника 1-го отделения милиции Москворецкого района, но неожиданно попросил перевести его на должность оперативного уполномоченного уголовного розыска в «своё» 85-е отделение.
Через год, в 1992 году, начал работать в Главном управлении уголовного розыска МВД. Работал в отделе, расследовавшем дела, получившие широкий общественный резонанс. В марте 1992 года участвовал в задержании серийного убийцы Олега Кузнецова, а в октябре 1992 года — в разоблачении и аресте другого маньяка: Сергея Головкина, известного как «Фишер». Участвовал в раскрытии преступлений кемеровской банды, совершившей 43
убийства, раскрытии убийства 7 человек в ресторане «Дагомыс».
В 1996 в МУРе был создан 12-й отдел, занимавшийся раскрытием заказных убийств, куда были приняты самые опытные сотрудники, в том числе Владимир Цхай. Владимир разрабатывал планы операций, участвовал в задержаниях, допросах. Через 10 месяцев был назначен заместителем начальника МУРа. Ему прочили большое будущее. У руководства появилась надежда, что наконец-то будут раскрыты убийства Владислава Листьева, Олега Слабынько, Отари Квантришвили, Ивана Кивелиди и других.
Одной из первых удачных операций 12-го отдела МУРа была ликвидация банды Максима Лазовского. Лазовский год находился в федеральном розыске. Он совершил теракт на Московской окружной железной дороге, на его счету были заказные убийства. Сотрудники отдела Цхая задержали бандитов, покушавшихся на предпринимателей из алюминиевого бизнеса. Было задержано шесть человек, участвовавших в покушении на генерального директора московского представительства алюминиевого завода Сергея Бржосневского. Владимир Цхай знал, кто стоит и за другими преступлениями, связанными с переделом сфер влияния на алюминиевом рынке России. В рамках того же дела команда Цхая задержала преступную группировку, занимавшуюся изготовлением поддельных удостоверений правоохранительных органов и спецслужб. Эта группа изготавливала очень качественные подделки удостоверений ФАПСИ, ФСБ, ГРУ и даже МУРа. Вместе с членами группы сотрудниками Цхая был задержан преступник, который подделывал техталоны ФАПСИ на краденые автомобили.
В ходе расследования бандитских войн в Москве группой Цхая была задержана верхушка щербинской преступной группировки и ликвидировано два склада оружия, в которых было обнаружено 25 автоматов и пулемётов, пистолеты, гранаты, несколько ящиков патронов и 36 кг взрывчатки, таким образом была уничтожена крупнейшая на теневом рынке оружия перевалочная база.
25 августа 1996 года два бандита подожгли кафе-бильярдную «Рубикон» на улице Паустовского района Ясенево Москвы, при пожаре погибло 11 человек. Это дело стало одним из последних, которые были проведены под руководством Цхая. В конце 1996 года сотрудники 12-го отдела задержали бандитов, совершивших поджог.
12 апреля 1997 года Владимир Цхай умер от рака, по другим сведениям от цирроза печени, выдвигались предположения, что он был отравлен сотрудниками ФСБ.
15 апреля 1997 года после отпевания в Богоявленском соборе похоронен на Ваганьковском кладбище, участок 12.

## Семья
- Мать — Валентина Николаевна Нечаева, позднее Культяева[3]
- Жена — Жанна урождённая?[3]
  - дочь — Юлия (род. 1981), окончила школу в 1999 году, выпускница юридической академии[1].
  - Сын — Илья (род. 27.11.1987)[3].

## Награды и поощрения
- 27.09.1993 — медаль «За отличную службу по охране общественного порядка»[1]
- Именным 14-зарядным пистолетом Макарова, сделанным по спецзаказу, от имени ФАПСИ (за успешную ликвидацию группы, занимавшейся изготовлением поддельных удостоверений)[1]
- Медаль «За укрепление боевого содружества»[1], за успешную ликвидацию группы, занимавшейся изготовлением поддельных удостоверений;
- 26.05.1997 — Орден Мужества (посмертно)[1];
- Досрочно присвоено звание «полковник милиции»[1];
- Признан лучшим сыщиком России.

## Отзывы современников
«Он был последним из романтиков уголовного розыска и сгорел на работе», — утверждают сотрудники МУРа.
«Он был сыщиком от бога, и такого больше не будет» — говорят друзья Цхая из ФАПСИ.
«С Цхаем было легко и интересно работать, — говорит следователь по особо важным делам Московской городской прокуратуры Андрей Супруненко. — Грамотный, порядочный человек. Он был связующим звеном между оперсоставом и следствием, верил в то, что можно поднять самые запутанные дела…»
«В начале нашего знакомства, Володя комплексовал по поводу своей национальности. Видно сказывался детский, горький опыт, когда его дразнили „узкоглазым корейцем“. Я же стала переубеждать его: посмотри, вокруг много твоих талантливых соотечественников, они не ущербные люди. Постепенно, он даже стал гордиться, что он кореец. <…> После смерти [Владимира] я часто мучилась вопросом, почему он умер в возрасте, когда у него было множество планов, возможностей. Со временем поняла, что Бог знает, когда забирать людей. Кто знает, что ждало его в будущем, коррумпированность или смерть насильственная», — из интервью с вдовой Жанной Цхай.